# Incident Perdicaris
 (juin 2023).
La mise en forme du texte ne suit pas les recommandations de Wikipédia : il faut le « wikifier ».
Les points d'amélioration suivants sont les cas les plus fréquents. Le détail des points à revoir est peut-être précisé sur la page de discussion.
- Les titres sont pré-formatés par le logiciel. Ils ne sont ni en capitales, ni en gras.
- Le texte ne doit pas être écrit en capitales (les noms de famille non plus), ni en gras, ni en italique, ni en « petit »…
- Le gras n'est utilisé que pour surligner le titre de l'article dans l'introduction, une seule fois.
- L'italique est rarement utilisé : mots en langue étrangère, titres d'œuvres, noms de bateaux, etc.
- Les citations ne sont pas en italique mais en corps de texte normal. Elles sont entourées par des guillemets français : « et ».
- Les listes à puces sont à éviter, des paragraphes rédigés étant largement préférés. Les tableaux sont à réserver à la présentation de données structurées (résultats, etc.).
- Les appels de note de bas de page (petits chiffres en exposant, introduits par l'outil «  Source ») sont à placer entre la fin de phrase et le point final[comme ça].
- Les liens internes (vers d'autres articles de Wikipédia) sont à choisir avec parcimonie. Créez des liens vers des articles approfondissant le sujet. Les termes génériques sans rapport avec le sujet sont à éviter, ainsi que les répétitions de liens vers un même terme.
- Les liens externes sont à placer uniquement dans une section « Liens externes », à la fin de l'article. Ces liens sont à choisir avec parcimonie suivant les règles définies. Si un lien sert de source à l'article, son insertion dans le texte est à faire par les notes de bas de page.
- La présentation des références doit suivre les conventions bibliographiques. Il est recommandé d'utiliser les modèles {{Ouvrage}}, {{Chapitre}}, {{Article}}, {{Lien web}} et/ou {{Bibliographie}}. Le mode d'édition visuel peut mettre en forme automatiquement les références.
- Insérer une infobox (cadre d'informations à droite) n'est pas obligatoire pour parachever la mise en page.

Pour une aide détaillée, merci de consulter Aide:Wikification.
Si vous pensez que ces points ont été résolus, vous pouvez retirer ce bandeau et améliorer la mise en forme d'un autre article.
L'incident Perdicaris, également connue sous le nom d'affaire Perdicaris, fait référence à l'enlèvement de l'Américain d'origine grecque Ion Hanford Perdicaris (1840-1925) et de son beau-fils, Cromwell Varley, sujet britannique, par Ahmed al-Raisuni et ses bandits le 18 mai 1904 à Tanger, au Maroc.
Raisuni, chef de plusieurs tribus montagnardes, exige du sultan du Maroc Abd al-Aziz une rançon de 70 000 dollars, un sauf-conduit et le contrôle de deux des districts les plus riches du Maroc. Au cours de longues négociations, il augmenta ses exigences jusqu'à obtenir le contrôle de six districts. L'importance historique de l'affaire ne réside pas dans l'enlèvement lui-même, mais dans la concentration de la puissance navale à Tanger et ce qu'elle signifie pour la politique de la diplomatie de la canonnière.
Né en Grèce en 1840 de l'ambassadeur américain et de son épouse, Perdicaris grandit principalement dans le New Jersey aux États-Unis et est citoyen américain. Il vit à Tanger depuis les années 1870. Le président Theodore Roosevelt s'est senti obligé de réagir en son nom au Maroc. Il dépêcha sept navires de guerre et plusieurs compagnies de marine à Tanger pour convaincre le sultan d'accéder aux demandes de Raisuni. Les pays d'Europe occidentale réagissent également avec force : le Royaume-Uni, la France et l'Espagne envoient des navires pour empêcher les émeutes au Maroc. John Hay, le secrétaire d'État américain, déclare à la Convention nationale républicaine en juin 1904 : "Ce gouvernement veut Perdicaris vivant ou Raisuni mort".
La force déployée par Roosevelt lors de cet incident a aidé le président sortant à se faire réélire plus tard en 1904. Après sa libération, Perdicaris déménage avec sa famille en Angleterre et s'installe à Tunbridge Wells.

## Contexte

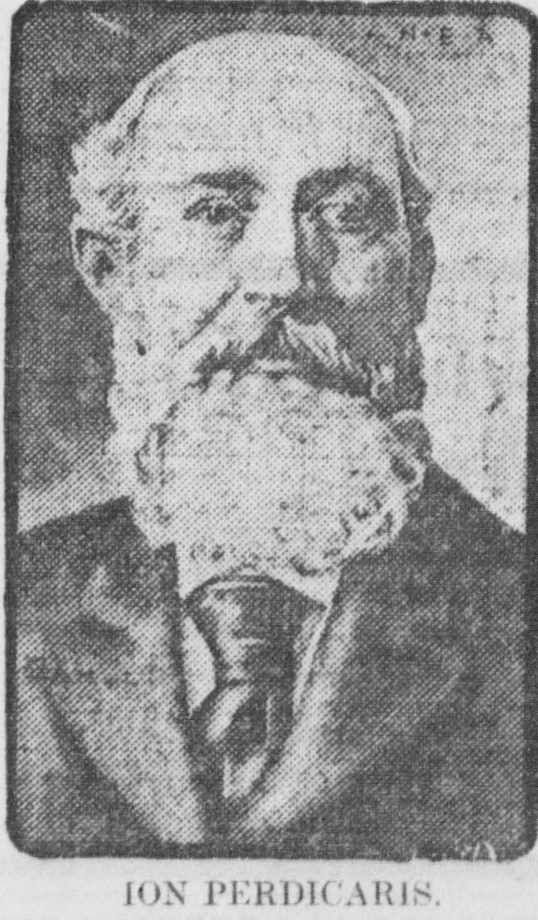
Ion Perdicaris, Juin 1904, dans le Tacoma Times

Le père de Ion Perdicaris, Gregory Perdicaris, est parrainé en 1826 par l'American Board of Commissioners for Foreign Missions pour étudier aux États-Unis alors qu'il est jeune Grec. Perdicaris est naturalisé américain et épouse la fille d'une riche famille de Caroline du Sud. En 1837, il retourne en Grèce, en tant qu'ambassadeur américain. En 1840, son fils Ion Perdicaris naît à Athènes, en Grèce, alors que son père est ambassadeur. La famille retourne aux États-Unis en 1846, où le père est un temps professeur de grec à l'université Harvard. La famille s'installe à Trenton, dans le New Jersey, où Gregory Perdicaris s'enrichit en devenant l'un des organisateurs de la Trenton Gas Company,,.
Pendant de nombreuses années, Ion mène une vie de dilettante. Il entre à l'université Harvard en 1860, mais quitte l'établissement à la fin de sa deuxième année et étudie quelque temps à l'École des beaux-arts de Paris,. En 1862, en raison de la guerre de Sécession, le domaine familial en Caroline du Sud risque d'être confisqué par le gouvernement des États confédérés d'Amérique. Le jeune Perdicaris, qui vit à Athènes, se fait "enregistrer" comme sujet grec afin d'éviter la confiscation ou d'être enrôlé dans l'armée des États confédérés.
Après la guerre, Perdicaris vit à Trenton avec son père. Il publie quelques articles dans The Galaxy en 1868, avant de partir pour l'Angleterre. Il y a étudié l'électricité et l'ingénierie connexe,. En 1871, à Malvern, en Angleterre, Perdicaris rencontre Ellen Varley, épouse de l'ingénieur télégraphiste britannique C. F. Varley. Varley était en voyage d'affaires pour le câble. Ellen et Perdicaris entamèrent une liaison qui conduisit Ellen à quitter son mari. Les Varley divorcent officiellement en 1873 et Ellen épouse Perdicaris la même année.
Le couple s'installe à Tanger vers 1884, avec les deux fils et les deux filles d'Ellen issus de son premier mariage. Elle et sa famille sont tous des sujets britanniques. Perdicaris y achète en 1877 une maison d'été connue sous le nom d'Aidonia, ou "Place of Nightingales" (lieu des rossignols),, car il collectionne une ménagerie d'animaux exotiques. Perdicardis s'adonne à l'art et conserve quelques liens avec les États-Unis. En 1876, il expose une peinture à la Centennial Exposition de Philadelphie. En 1879, Perdicardis produit une pièce de théâtre au Fifth Avenue Theatre de New York, mais celle-ci n'est pas couronnée de succès. Après 1884, il vit en permanence à Tanger et devient le chef officieux de la communauté étrangère de Tanger. En tant que président de la Commission d'hygiène de Tanger, il contribue à organiser la construction d'un système d'assainissement moderne pour la ville. On dit que la commission agit comme " la principale organisation sous contrôle étranger à Tanger, en fait un gouvernement dans un gouvernement ". Il entretient également des intérêts commerciaux en Angleterre et aux États-Unis, se rendant fréquemment à New York.
En 1886, Perdicaris a déposé une plainte pour mauvaise conduite contre Felix Mathews, alors consul général américain au Maroc. Mathews avait refusé de poursuivre pour viol un Marocain qui bénéficiait du statut de protégé américain. En réponse à cette affaire, Perdicaris rédige et distribue à Londres une brochure intitulée "American Claims and the Protection of Native Subjects in Morocco" (Revendications américaines et protection des sujets autochtones au Maroc). Le gouvernement arrête Perdicaris et lui inflige une amende pour avoir protégé un Marocain de l'arrestation. Plus tard, il a demandé et obtenu réparation pour cela. Grâce à la croisade de Perdicaris, l'incident fait les gros titres aux États-Unis et Mathews est démis de ses fonctions en mars 1887.
Ahmed al-Raisuni est le chef de trois tribus Jebala près de Tanger. Il est influencé par le succès de l'affaire Miss Stone en Macédoine en 1901, lorsqu'un groupe de missionnaires est retenu en otage contre une rançon. En 1903, après la capture de cinq de ses hommes par le gouvernement, il retient Walter Harris, un correspondant du The Times au Maroc, en otage en échange de la libération de ses hommes. Après ce succès, Rasuli s'attaque à Ion Perdicaris pour l'enlever.

## Enlèvement
Le 16 mai, Ion Perdicaris, sa femme et Cromwell Varley quittent sa maison de Tanger pour s'installer dans sa résidence d'été, Aidonia, où ils sont enlevés le 18 mai 1904 par Ahmed al-Raisuni et un groupe de bandits (dont le nombre est estimé entre neuf et cent cinquante),. Ses hommes coupent les lignes téléphoniques, assomment plusieurs serviteurs de Perdicaris et laissent Ellen à la maison. Elle parvient plus tard à contacter l'ambassade et, à 23 heures, le consul général américain, Samuel R. Gummeré, arrive à la maison.
Le consul de Grande-Bretagne est également prévenu. Le 19 mai, un câble de Gummeré parvient aux États-Unis. Il se lit en partie comme suit:
"M. Perdicaris, le citoyen américain le plus en vue ici, et son beau-fils M. Varley, sujet britannique, ont été enlevés la nuit dernière de leur maison de campagne, à trois miles (4,5 km) de Tanger, par une bande nombreuse d'indigènes dirigée par Raisuly [sic]. . . Je demande instamment l'envoi immédiat d'un navire de guerre. La situation est très grave."
Alors que le groupe de Raisuni traverse les montagnes du Rif, le cheval de Perdicaris tombe et il se casse la jambe. Raisuni demande au sultan du Maroc Abd al-Aziz une rançon de 55 000 piastres espagnoles (dollars espagnols) (portée plus tard à 70 000 dollars espagnols), le retrait des troupes gouvernementales de la région et la fin du harcèlement présumé du peuple rifain, l'expulsion, l'arrestation et l'emprisonnement du pacha de Tanger et de plusieurs autres représentants du gouvernement, la libération de certains prisonniers politiques et la cession du contrôle de deux des districts les plus riches du Maroc (porté plus tard à six),. Plus tard, Raisuni ajoute la stipulation que les États-Unis et l'Angleterre doivent garantir le respect de ces exigences. Perdicaris est emmené dans un village du mont Nazul, où vivent des tribus amies de Raisuni.

### Implication américaine
Lorsque les États-Unis sont informés de l'enlèvement, le secrétaire d'État John Hay est absent. Le secrétaire d'État adjoint, Francis B. Loomis, s'occupe de la crise. Il détourne sept des seize navires américains présents en Méditerranée pour une "croisière de bonne volonté" vers Tanger. Furieux de l'enlèvement, le président Theodore Roosevelt réagit par une démonstration de force.
Hay qualifie les demandes de "grotesques". Le lendemain, les États-Unis ordonnent à l'amiral French Ensor Chadwick d'envoyer un navire de l'escadre de l'Atlantique Sud (South Atlantic Squadron) à Tanger. Le 20 mai, les Britanniques envoient un torpilleur de Gibraltar vers la ville. Le 21 mai, des représentants du sultan sont envoyés pour entamer des négociations avec les ravisseurs. Le 25 mai, les négociations n'ont toujours pas abouti. Le 29 mai, Raisuni menace de tuer les prisonniers si ses exigences ne sont pas satisfaites dans les deux jours,. L'incident révèle des tensions internes, le ministre des Affaires étrangères du Maroc s'étant allié aux ennemis de Raisuni. Les Sharifs de Wazan sont crédités de progrès dans les négociations. Le même jour, l'amiral Theodore Frelinghuysen Jewell reçoit l'ordre d'envoyer trois navires supplémentaires. Lorsqu'un messager du sultan arrive au camp de Rasuli, il est vendu au plus offrant et exécuté par égorgement.
Le croiseur blindé USS Brooklyn et le croiseur USS Atlanta atteignent Tanger le 30 mai, et l'amiral Chadwick s'entretient avec le représentant du sultan. Le lendemain, les canonnières USS Marietta et Castine arrivent et la France assure les États-Unis qu'elle fera "tout ce qui est en son pouvoir pour sauver les prisonniers". Le 1er juin, la demande de rançon est portée à 70 000 dollars espagnols. Jewell arrive avec les croiseurs USS Olympia, Baltimore, et Cleveland, ce qui porte à sept le nombre de navires américains à Tanger, avec plusieurs compagnies de Marines, sous le commandement du Major John Twiggs Myers. À l'époque, ce rassemblement est le plus important de navires américains dans un port étranger.
Ils ne devaient pas être utilisés sans ordre exprès de Washington, car on pensait que toute action des Marines entraînerait la mort des prisonniers. Les États-Unis prévoyaient de les utiliser uniquement pour s'emparer des postes de douane du Maroc, qui fournissaient une grande partie des revenus du pays, si le gouvernement marocain ne répondait pas aux exigences des États-Unis. Ils ont insisté pour que le gouvernement fasse les concessions nécessaires pour persuader Raisuni de libérer Perdicaris, et pour qu'il attaque Raisuni si Perdicaris était tué. Les seuls Marines à débarquer au Maroc étaient un petit détachement de quatre hommes, ne portant que des armes de poing. Ils reçurent l'ordre de protéger le consulat et Mme Perdicaris. Deux autres Marines américains furent envoyés le 8 juin pour protéger la légation belge.
Le 30 mai, A. H. Slocomb envoie une lettre à John Hay, affirmant que Perdicaris n'est plus citoyen américain, ayant pris la nationalité grecque. Bien que Roosevelt soit moins résolu, il décide de poursuivre les négociations, car Raisuni pense que Perdicaris est un citoyen américain. Roosevelt tente d'amener la Grande-Bretagne et la France à se joindre aux États-Unis dans une action militaire combinée pour sauver Perdicaris, mais les deux pays refusent.Au lieu de cela, les deux puissances sont secrètement recrutées pour faire pression sur le sultan afin qu'il accepte les exigences de Raisuni. Le 2 juin, le croiseur italien Dogali arrive au port et les tensions augmentent au point de faire craindre un soulèvement dans la ville.

### Escalade des tensions
Le 6 juin, le cuirassé espagnol Pelayo et le navire cuirassé espagnol Numancia arrivent, craignant que les États-Unis ne forcent le Maroc à leur donner un port. En réponse à la demande du ministre britannique au Maroc, leHMS Prince of Wales quitte Gibraltar le 7 juin. Le même jour, le président Roosevelt reçoit la confirmation que Perdicaris s'est enregistré à Athènes en tant que citoyen grec. Les négociations se poursuivent et le 8 mai, le sultan accède aux demandes de Raisuni en nommant Herid el Barrada gouverneur de Tanger. Des tribus en colère attaquent la maison d'un Anglais. Les négociations s'éternisent. Le 9 juin, le gouvernement retire ses troupes de la région de Raisuni. Le 14 juin, une tentative d'enlèvement du consul d'Italie a lieu. Le 15 juin, Raisuni augmente ses exigences pour obtenir le contrôle de six districts du Maroc au lieu de deux.
Le 19 juin, le sultan accepte les exigences de Raisuni, la date de libération des captifs étant fixée au 21 juin. Le 20 juin, un contretemps survient dans les négociations. Zelai, gouverneur d'une tribu de l'intérieur, refuse de servir d'intermédiaire. Le 21 ou le 22 juin, l'argent de la rançon est déposé. Le 22 juin, Raisuni demande un autre district à contrôler,. Bien qu'un accord ait déjà été conclu, un câble de Gummeré accuse le sultan de retarder les négociations.
Voyant la nécessité d'agir, Hay fait une déclaration à la Convention nationale républicaine, lue par Joseph Gurney Cannon : 
" Nous voulons Perdicaris vivant ou Raisuni mort ".
Alors qu'il était clair que la Convention désignerait le sortant Roosevelt comme candidat républicain , la déclaration de Hay a électrisé la Convention. Un délégué du Kansas s'exclame : "Roosevelt et Hay savent ce qu'ils font. Notre peuple aime le courage. Nous soutiendrons tout ce que ces hommes feront ". Après avoir été nommé, Roosevelt remporte facilement les élections à l'automne 1904. Perdicaris rentre chez lui le 24 juin , après que la plupart des demandes de Raisuni ont été satisfaites.
Perdicaris rédigea un récit de sa captivité pendant qu'il était détenu par Raisuni. Il est publié dans Leslie's Weekly, puis dans National Geographic. Après sa libération, Perdicaris admet qu'il n'est plus citoyen américain. Bien qu'il ait reçu la nationalité grecque, il n'a jamais vécu à Athènes pendant les deux années requises et n'a jamais renoncé à sa nationalité américaine. Le Département d'État conclut que Perdicaris n'a " jamais acquis effectivement la nationalité grecque, ni ne s'est départi de la nationalité américaine ". Il reçoit par la suite un passeport américain en tant que citoyen américain.
Malgré les circonstances, Perdicaris en vint à admirer et à se lier d'amitié avec Raisuni, qui s'était engagé à protéger son prisonnier de toute atteinte. Perdicaris dira plus tard : 
"Je vais jusqu'à dire que je ne regrette pas d'avoir été son prisonnier pendant un certain temps... Ce n'est pas un bandit, ce n'est pas un assassin, c'est un patriote contraint à des actes de brigandage pour sauver son sol natal et son peuple du joug de la tyrannie"
Plusieurs historiens du XXIe siècle, comme Jeffrey D. Simon, ont suggéré que Perdicaris avait fait preuve du syndrome de Stockholm en s'identifiant à son geôlier.

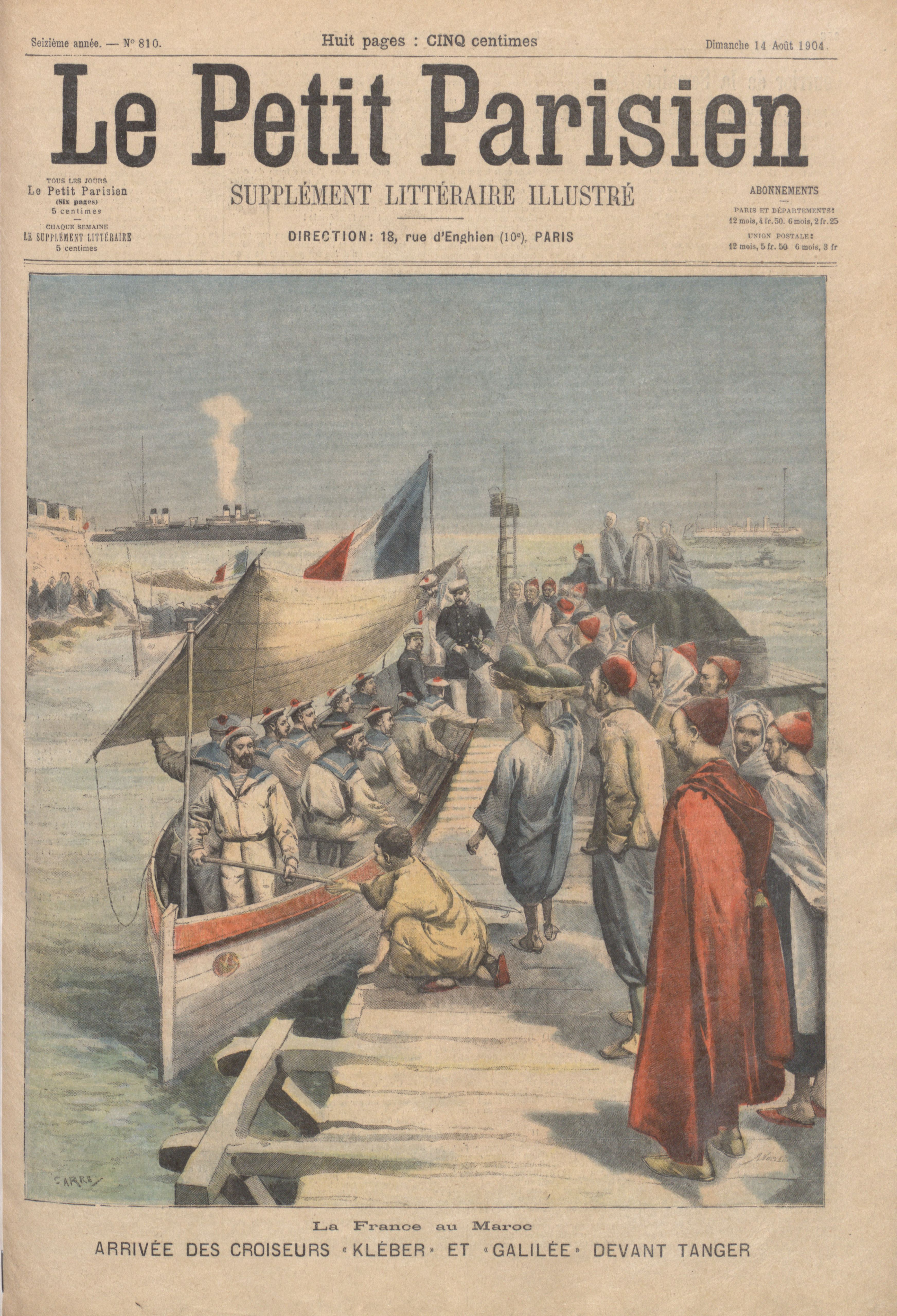
Le Petit Parisien illustrant l'arrivée des croiseurs français Galilée et Kléber à Tanger.

Le sultan du Maroc doit payer la rançon de 70 000 dollars espagnols, ainsi que 4 000 dollars espagnols aux États-Unis pour couvrir ses dépenses. Des journaux, dont le The New York Times, publient des éditoriaux suggérant que la France doit « imposer l'ordre » dans le pays. La France intervient à plusieurs reprises dans les affaires du Maroc au cours des décennies suivantes.

## Les suites de l'affaire
Perdicaris et sa famille déménagent en Angleterre peu après l'incident et s'installent finalement à Tunbridge Wells. Il retourne occasionnellement à Trenton, où il conserve des intérêts commerciaux. La place Perdicaris, près de West State Street à Trenton, porte son nom et celui de son père.
Perdicaris publie une autobiographie en 1921, intitulée The Hand of Fate (La Main du destin).
Raisuni utilise l'argent qu'il a gagné en rançonnant Perdicaris pour construire son palais, surnommé la "Maison des larmes".
Ion Perdicaris meurt à Londres en 1925.
Les détails de l'incident (en particulier le fait que la citoyenneté américaine de Perdicaris était mise en doute) ont été gardés secrets jusqu'en 1933, lorsque l'historien Tyler Dennett a mentionné la crise dans sa biographie de John Hay,. En 1975, Thomas H. Etzold a décrit l'enlèvement comme "le cas de protection le plus célèbre de l'histoire américaine".

## Culture populaire
Hostages to Momus (Otages de Momus), une nouvelle de l'auteur américain O. Henry, s'inspire de l'enlèvement de Ion Perdicaris. Dans la nouvelle, le personnage "Burdick Harris", un citoyen grec, le remplace. ("Bur-dick-Harris" est un jeu de mots sur "Per-dic-aris", car les noms riment, s'ils sont prononcés comme l'auteur l'a voulu). L'histoire humoristique a été écrite peu de temps après l'incident.
L'histoire de l'enlèvement de Ion Perdicaris a été librement adaptée au cinéma dans le film The Wind and the Lion (Le vent et le lion) réalisé par John Milius et sorti en 1975, avec Sean Connery dans le rôle de Raisuni et Brian Keith dans celui de Roosevelt. Cependant, pour ajouter un peu de glamour à l'histoire, l'otage barbu de 64 ans a été remplacé par la jeune et séduisante Eden Pedecaris, jouée par Candice Bergen. Le film montrait à tort des Marines américains envahissant le Maroc et affrontant des soldats de l'Empire allemand (qui n'étaient pas présents au Maroc à l'époque), mais il réussissait à présenter la personnalité de Raisuni et son interaction avec ses prisonniers,.

## Source
- (en) Cet article est partiellement ou en totalité issu de l’article de Wikipédia en anglais intitulé « Perdicaris affair » (voir la liste des auteurs).